# Phymatidium hysteranthum
Phymatidium hysteranthum är en orkidéart som beskrevs av João Barbosa Rodrigues. Phymatidium hysteranthum ingår i släktet Phymatidium och familjen orkidéer. Inga underarter finns listade i Catalogue of Life.

## Bildgalleri

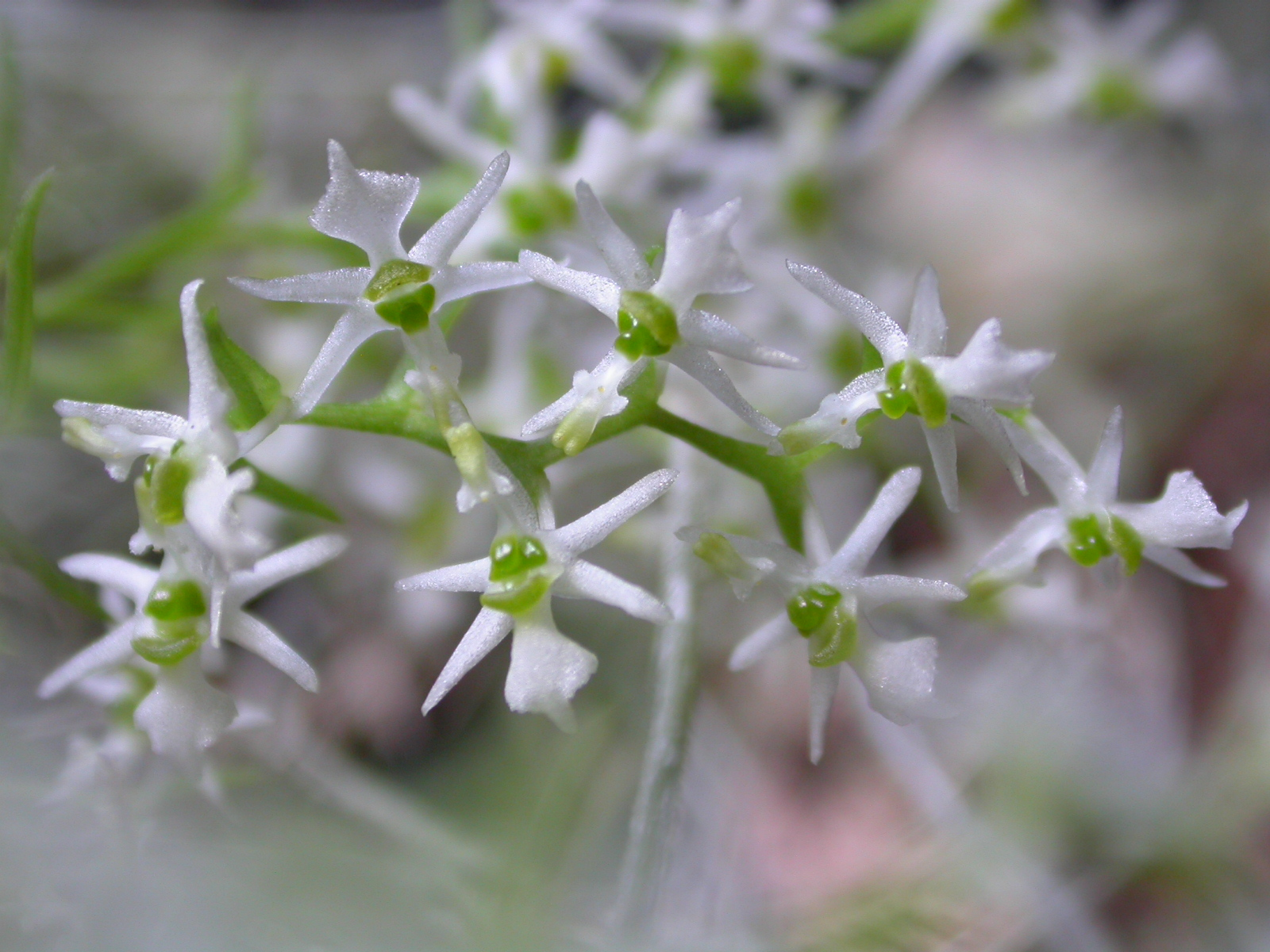